# Pardosa royi
Pardosa royi is een spinnensoort uit de familie van de wolfspinnen (Lycosidae).
De wetenschappelijke naam van de soort werd in 2003 gepubliceerd door Vivekanand Biswas & Dinendra Raychaudhuri.